# Pohja-Kaita
Pohja-Kaita är en ö i Finland. Den ligger i sjön Kivijärvi och i kommunen Klemis i den ekonomiska regionen  Villmanstrands ekonomiska region  och landskapet Södra Karelen, i den södra delen av landet, 180 km nordost om huvudstaden Helsingfors. Öns största längd är 1 kilometer i sydväst-nordöstlig riktning.